# 철검무
《철검무》는 추우의 신무협 소설 작품으로, 2006년 1월 9일에 1권이 출판되었고, 같은 해인 2006년에 4권으로 마지막으로 1부가 완료되었고, 2부 저술에 대한 이야기는 아직 없다.

## 작품 개요
주인공 '화운'이 억울하게 돌아가신 아버지의 누명을 벗기고 복수를 하기 위해, 놀라운 실력의 검사가 되어 가는 이야기를 담고 있는 소설이다. 현재 작가가 처음에 생각해낸 전체 이야기 라인과 줄거리의 앞부분만 책으로 발행되어 공개된 상태이다.

## 등장 인물
화운(華雲)
본 작품의 주인공. 
원래는 좋은 가문의 도련님이었으나, 부친 '화운'의 억울한 누명으로 인해, 노예로 강등되어 검림맹 운남지부에 하인으로 오게 됨. 그리고 그는 아버지의 누명을 벗기고 복수하기 위해 검림맹의 무사가 되기로 결심한다. 그리하여 그는 곡진영과 기명인에게 소개황을 이길 방법을 알려준 대가로, 그들의 호의를 얻고 무사가 될 수 있는 기회를 얻게 된다. 그리고 그 후, 우연찮게 태고조할아버지인 '화곡'을 만나, 그의 도움으로 가문에 내려오는 무공인 '유랑기(流狼氣)'과 '낭형십이식(狼形十二式)' 등등을 제대로 익히게 된다.
어렸을 때는 밝고 적극적인 성격이었으나, 아버지의 억울한 죽음과 화곡의 우화등선을 계기로, 좀 냉정한 성격으로 변하게 된다. 하지만 자신에게 주어진 임무엔 적극적으로 책임감 있게 하는 성격을 지님.
그리고 그는 '태양절맥신체'라는 특이한 체질 탓에, 열여덟의 나이 때부터 뛰어난 무공 실력을 가지게 되지만 그 후 천 일 밖에 살 수 없는 운명을 가지고 있다고 함.
염초린(廉草璘)
곡진영의 여제자로, 화운에겐 사형이자 누나같은 존재.
그녀의 집안은 대대로 관료 집안이었으나, 부모가 역적으로 몰려서 하루 아침에 알거지 신세가 되었다고 하며, 이후 부모님의 누명을 벗기기 위해 학문을 익혀 관료가 되려고 하였으나, 결국 무공을 익혀 무사가 된다.
그 후 화운과 같이, 임설지를 모사고 낙양으로 가는 임무를 같이 하게 된다.
계석군(桂錫君)
기명인의 제자로, 화운에겐 사형같은 존재.
운남성의 무사 집안의 자제였으나, 부친이 어느 낭인 무사에게 살해당하고 나서 집안이 몰락했다고 한다. 그러다 기명인의 눈에 띄어 그의 제자가 되었다고 함.
그 후 화운과 같이, 임설지를 모사고 낙양으로 가는 임무를 같이 하게 된다.
자홍립(紫弘立)
검림맹 순찰단주이자 해남검파의 33대 장문인. '비광검(飛光劍)'이라는 별호를 가짐.
화정의 억울한 죽음에 대한 비밀을 알고 있는 듯 하며, 처음엔 화운을 이용해, 상운조와 화정의 측근을 발색하려고 하려고 하였다. 그러나 화운과의 대련에서 화운의 운 때문에 패배하고, 그와 같이 임설지를 호위하는 임무를 하면서 그런 마음을 접고, 화운을 많이 대견스러워 함. 
유충(柳沖)
검림맹 제1순찰당주. 신월문(新月門)의 수제자이면서 자홍립의 기명제자(記名弟子/이름만 등록한 채 무공을 배우는, 즉 처음부터 그 파에 입젇하여 제자로서 일생을 마치는 것이 아니라 중도에 그 파의 무공이나 사문, 혹은 사부에게 흠모하는 마음이 생겨서 가입하는 형태의 제자라 함.). '단월검(斷月劍)'이라는 별호를 지님.
온길(溫吉)
검림맹 제2순찰당주. 유충과 같은, 자홍립의 기명제자. '쇄정검(碎情劍)'이라는 별호를 가짐.
임설지(林雪芝)
대리왕국(大理王國)의 공주. 연회에서 화운의 무공 능력을 보고, 그를 자신의 호위무사로 고용함으로써, 화운이 무사로서 첫걸음을 나갈 수 있게 해준다.
한 나라의 공주라서, 세상물정에 좀 어두우며 체력이 약한 편. 하지만 화운을 만나고 그와 행동을 함께 하면서, 그녀는 내부적으로는 점점 강해져 간다. 
곡진영(谷進英)
검림맹 운남지부장. '점창파(點蒼派)' 소속. 초상문과 염초린의 스승. '타루검(陀累劍)'이라는 별호를 가짐.
소개황과의 결투에서 힘껏 싸웠으나, 부상을 입은 채 패배하고 만다.
기명인(期明引)
검림맹 운남지부 외무당주. '청성파(靑城派)' 소속. 조응룡과 계석군의 스승. '우전검(雨電劍)'이라는 별호를 가짐. 곡소민과는 상관과 부하를 떠나 의형제 사이.
운남성 지부 상권을 빼앗으려고 찾아온 소개황을 타개할 방법으로, 화운의 조언대로 각법을 익힌다. 그리하여 다시 찾아온 소개황과의 결투에서 그를 제압한다.
초상문(楚相文)
곡진영의 제자이자 사천성의 명문세가의 자제. 제자 무리들의 대사형. 
곡진영에게 점창파의 후계자로서 지목을 받았으나, 자홍립에게서 제자 제안을 받아 그의 제자가 된다.
그 후 임설지 일행을 환영하는 연회에서 화운과의 대련을 벌이나 그에게 패배하게 된다.
조응룡(趙應龍)
기명인의 제자이자 한때 유명했던, 절강 조씨세가의 자손.
그 역시 초상문처럼, 기명인에게 청성파의 후계자로서 지목을 받았으나, 자홍립에게 직접 그의 제자가 되었다고 청해 그의 제자가 된다.
화운과는 곡소민의 일로 악연이 되었다고 함. 그 후 임설지 일행을 환영하는 연회에서 화운과의 대련을 벌이나 그에게 처참하게 패배한다.
조진무(趙秦戊)
'사령쌍도(邪靈雙刀)'라고 불리는 사도의 두 고수들 중 형인 무사. 군마회(群魔會) 소속.
아우인 소개황과 운남성 남부 상권을 빼앗기 위해, 운남성 지부를 찾아온다. 소개황이 기명인에게 패해 일이 그르쳐지자, 남만의 맹독을 이용해 강제적으로 운남지부를 빼앗으려고 하나, 자홍립의 방해로 운남지부를 빼앗지 못 한다.
그 후, 낙양까지 임설지를 호위해 가는, 화운 일행 앞에 나타나 그들을 위협한다. 그러나 화운과의 일대일 승부에서 화운의 철검에 죽음을 맞는다.
소개황(蘇蓋荒)
'사령쌍도(邪靈雙刀)'라고 불리는 사도의 두 고수들 중 동생인 무사. 군마회(群魔會) 소속. 
운남성 남부 상권을 빼앗기 위해, 검림맹 운남성 지부에 찾아와 곡소민과 결투를 벌여 곡소민에게 큰 피해를 입힌다. 한달 뒤 운남성 지부를 다시 찾아왔다가, 기명인의 각법 '선풍회선각(旋風回線脚)'에 패배를 당한다.
그 후, 임설지를 모시고 낙양의 검림맹 본부로 향하는, 화운 일행을 다시 위협한다.
화정(華精)
화운의 부친으로, 죽기 전에 검림맹 정보호법이었다고 함. 맹주의 암살사건에 연루된 정체불명의 배후에게 정보를 팔아넘겼다는, 누명을 쓰고 극형에 처해짐.
살아생전엔, 정보호법의 임무를 수행하느라 냉철하고 곧은 성격을 지녔다고 함. 하지만 업무에선 그런 모습을 보이지만, 동료나 친구, 선후배 사이에선 인망이 두터웠다고 전해짐.
그의 죽음으로, 검림맹의 부패 및 붕괴되는 전조를 보이며, 군마회가 무림에 재등장하는 결과를 초래함.
곡소민(谷小珉)
곡진영의 외동딸. 어렸을 때 화운을 심하게 괴롭힘. 그러나 이는 화운을 좋아해서 그랬다고 나중에 밝혀진다.
독저(毒猪)
검림맹 운남지부의 하인장(下人長/하인들의 우두머리). 덩치도 크고 힘도 센 탓에 하인들에게 공포의 대상이 된다.
둔저(鈍猪)
검림맹 운남지부의 하인. 독저에게 많이 얻어 터치곤 함.
소앵(小櫻)
검림맹 운남지부의 하녀이자 곡소민의 직속 시녀.